# Telebuch.de
Telebuch.de (auch bekannt unter den Namen ABC-Bücherdienst und Telebook Ltd.) war eines der ersten Unternehmen, das in Deutschland erfolgreich Netzhandel betrieb.
Das von Ulrike Stadler und Michael J. G. Gleissner 1991 in Regensburg gegründete Unternehmen verkaufte zunächst unter der Adresse *TELEBUCH# im BTX-System der damaligen Deutschen Bundespost und ab 1995 auch über das Internet deutsch- und fremdsprachige Bücher. Der Erfolg des Unternehmens basierte unter anderem auf der für damalige Verhältnisse schnellen und günstigen Lieferung von englischsprachigen Titeln, die durch einen wöchentlichen Direktimport via Luftfracht aus den USA ermöglicht wurde.
Im April 1998 verkauften die Eigentümer Maria Garcia Nielsen, Ulrike Stadler, Christian Jagodzinski und Michael J.G. Gleissner das gesamte Unternehmen ABC-Bücherdienst GmbH an den US-amerikanischen Internetbuchhändler Amazon.com für einen zweistelligen Millionenbetrag. Zu diesem Zeitpunkt hatte Telebuch.de Niederlassungen in Spanien, den USA und Namibia. In Deutschland war das Unternehmen Marktführer im Online-Buchhandel. Zum 15. Oktober 1998 wurde die Seite „telebuch.de“ in „amazon.de“ umbenannt. Schon damals wurde bei der Expansion von Amazon in europäische Märkte von einem Verdrängungswettbewerb gesprochen.